# Nemertesia falcicula
Nemertesia falcicula is een hydroïdpoliep uit de familie Plumulariidae. De poliep komt uit het geslacht Nemertesia. Nemertesia falcicula werd in 1992 voor het eerst wetenschappelijk beschreven door Ramil & Vervoort. 